# Psilus obliquus
Psilus obliquus är en stekelart som först beskrevs av Thomson 1858.  Psilus obliquus ingår i släktet Psilus, och familjen hyllhornsteklar. Arten är reproducerande i Sverige.